# Eleições estaduais no Ceará em 2018
As eleições estaduais  no Ceará em 2018 foram realizadas em 7 de outubro, como parte das eleições gerais no Brasil. Os cearenses aptos a votar elegeram seus representantes na seguinte proporção: vinte e dois deputados federais, dois senadores e quarenta e seis deputados estaduais.
Os candidatos ao Palácio da Abolição foram Camilo Santana (PT), General Theophilo (PSDB), Hélio Góis (PSL), Aílton Lopes (PSOL) e Francisco Gonzaga (PSTU). Camilo foi reeleito no primeiro turno, com 79,96% dos votos, obtendo a maior porcentagem da história numa eleição para governador no Ceará, desbancando o pleito de 1982 onde Gonzaga Mota foi eleito com 70% dos votos na primeira eleição direta desde a redemocratização.

## Sistema eleitoral

### Eleição para governador
Em geral, as regras para as eleições presidenciais também se aplicam ao estado. As eleições têm dois turnos, se nenhum dos candidatos atingir a maioria absoluta dos votos válidos, acontece um segundo turno entre os dois candidatos mais votados. Todos os candidatos com cargos executivos devem renunciar até 7 de abril para concorrer.

### Eleição para o Senado
De acordo com a rotação planejada para as eleições do Senado em 2018, duas cadeiras para cada estado estarão em disputa para o mandato de 8 anos. Os dois candidatos mais votados são eleitos. Nas eleições legislativas não há segundo turno. A chapa de cada candidato ao Senado Federal do Brasil deve indicar pelo menos dois candidatos à suplência, sendo que pelo menos um deles assumirá a vaga se o Senador em Exercício se licenciar para assumir o cargo de Ministro de Estado ou Secretário Estadual; ou em caso de renúncia para assumir o cargo de Presidente, Governador, Prefeito ou seus respectivos vices. O suplente também assume o mandato nos casos de renúncia por motivo pessoal, morte ou cassação do titular. 

### Eleições para a Câmara dos Deputados e para a Assembleia Legislativa
As eleições para a Câmara dos Deputados e para o Legislativo do Estado do Ceará são realizadas por meio de representação proporcional de lista aberta, com assentos alocados pelo Quociente eleitoral.

## Candidatos e coligações

### Governador
Nota: a tabela a seguir está organizada por ordem alfabética de candidatos.
Segundo dados do TSE (Tribunal Superior Eleitoral), os resultados da eleição no Ceará foram estes:
| Governador        | Governador | Governador | Vice-governador    | Vice-governador | Vice-governador | Coligação | Número eleitoral | Cargo político anterior         | Tempo de horário eleitoral |
| Candidato         | Partido    | Partido    | Candidato          | Partido         | Partido         | Coligação | Número eleitoral | Cargo político anterior         | Tempo de horário eleitoral |
| ----------------- | ---------- | ---------- | ------------------ | --------------- | --------------- | --- | ---------------- | ------------------------------- | -------------------------- |
| Ailton Lopes      |            | PSOL       | Carina Costa       |                 | PSOL            | "Frente de Esquerda Socialista" (PSOL, PCB)                                                                          | 50               | —                               | 17 segundos                |
| Camilo Santana    |            | PT         | Izolda Cela        |                 | PDT             | "Por Um Ceará Cada Vez Mais Forte" (PT, PDT, PP, PTB, DEM, PR, PSB, PPS, PCdoB, PV, PRP, PMN, PRTB, PATRI, PMB, PPL) | 13               | Governador do Ceará (2015–2022) | 6 minutos e 18 segundos    |
| Francisco Gonzaga |            | PSTU       | Reginaldo Ferreira |                 | PSTU            | Sem coligação | 16               | —                               | 9 segundos                 |
| General Theophilo |            | PSDB       | Emília Pessoa      |                 | PSDB            | "Tá na Hora de Mudar" (PSDB, PROS)                                                                                   | 45               | —                               | 1 minuto e 55 segundos     |
| Hélio Góis        |            | PSL        | Ninon Tauchmann    |                 | PSL             | Sem coligação | 17               | —                               | 10 segundos                |

Indeferidos
Em 4 de setembro de 2018, o TRE-CE indeferiu o Demonstrativo de Regularidade de Atos Partidários (DRAP) do PCO em razão da ausência de diretório regulamente constituído no Estado. Por conta disso, a candidatura de Mikaelton Carantino e dos demais candidatos lançados pelo partido em outros cargos foram indeferidos. No fim do mês, Carantino renunciou à candidatura e anunciou sua desfiliação do PCO. Seu nome, contudo, foi incluído na urna eletrônica.
| Governador          | Governador | Governador | Vice-governador | Vice-governador | Vice-governador | Coligação     | Número eleitoral | Cargo político anterior | Tempo de horário eleitoral |
| Candidato           | Partido    | Partido    | Candidato       | Partido         | Partido         | Coligação     | Número eleitoral | Cargo político anterior | Tempo de horário eleitoral |
| ------------------- | ---------- | ---------- | --------------- | --------------- | --------------- | ------------- | ---------------- | ----------------------- | -------------------------- |
| Mikaelton Carantino |            | PCO        | Lino Alves      |                 | PCO             | Sem coligação | 29               | —                       | 9 segundos                 |

### Senador
| Senador(a)           | Senador(a)          | Senador(a) | Suplentes          | Suplentes | Suplentes | Coligação | Número eleitoral | Cargo político anterior               | Tempo de horário eleitoral |
| Candidato            | Partido             | Partido    | Candidato          | Partido   | Partido   | Coligação | Número eleitoral | Cargo político anterior               | Tempo de horário eleitoral |
| -------------------- | ------------------- | ---------- | ------------------ | --------- | --------- | --- | ---------------- | ------------------------------------- | -------------------------- |
| Anna Karina          |                     | PSOL       | Ana Vládia         |           | PSOL      | "Frente de Esquerda Socialista" (PSOL, PCB)                                                                          | 505              | —                                     | 8 segundos                 |
| Anna Karina          | Nercilda Rocha      | PSOL       |                    |           | PSOL      | "Frente de Esquerda Socialista" (PSOL, PCB)                                                                          | 505              | —                                     | 8 segundos                 |
| Pastor Simões        | Alexandre Uchôa     | PSOL       | 500                |           | PSOL      | "Frente de Esquerda Socialista" (PSOL, PCB)                                                                          |                  | —                                     | 8 segundos                 |
| Pastor Simões        | Chiquinho do Tururu | PSOL       | 500                |           | PSOL      | "Frente de Esquerda Socialista" (PSOL, PCB)                                                                          |                  | —                                     | 8 segundos                 |
| Cid Gomes            |                     | PDT        | Prisco Bezerra     |           | PDT       | "Por Um Ceará Cada Vez Mais Forte" (PT, PDT, PP, PTB, DEM, PR, PSB, PPS, PCdoB, PV, PRP, PMN, PRTB, PATRI, PMB, PPL) | 123              | Ministro da Educação do Brasil (2015) | 3 minutos e 10 segundos    |
| Cid Gomes            | Júlio Ventura       | PDT        |                    |           | PDT       | "Por Um Ceará Cada Vez Mais Forte" (PT, PDT, PP, PTB, DEM, PR, PSB, PPS, PCdoB, PV, PRP, PMN, PRTB, PATRI, PMB, PPL) | 123              | Ministro da Educação do Brasil (2015) | 3 minutos e 10 segundos    |
| Dra. Mayra           |                     | PSDB       | Rosenberg Freitas  |           | PSDB      | "Tá na Hora de Mudar" (PSDB, PROS)                                                                                   | 456              | —                                     | 58 segundos                |
| Dra. Mayra           | José Nilson         | PSDB       |                    |           | PSDB      | "Tá na Hora de Mudar" (PSDB, PROS)                                                                                   | 456              | —                                     | 58 segundos                |
| Eduardo Girão        |                     | PROS       | Sargento Reginauro |           | PROS      | "Tá na Hora de Mudar" (PSDB, PROS)                                                                                   | 900              | —                                     | 58 segundos                |
| Eduardo Girão        | Dr. Guimarães       | PROS       |                    |           | PROS      | "Tá na Hora de Mudar" (PSDB, PROS)                                                                                   | 900              | —                                     | 58 segundos                |
| Márcio Pinheiro      |                     | PSL        | Albino Oliveira    |           | PSL       | Sem coligação | 178              | —                                     | 5 segundos                 |
| Márcio Pinheiro      | Inspetor Alberto    | PSL        |                    |           | PSL       | Sem coligação | 178              | —                                     | 5 segundos                 |
| Pastor Pedro Ribeiro | Dr. Wilson Matos    | PSL        | 177                |           | PSL       | Sem coligação |                  | —                                     | 5 segundos                 |
| Pastor Pedro Ribeiro | Fátima Ribeiro      | PSL        | 177                |           | PSL       | Sem coligação |                  | —                                     | 5 segundos                 |
| Eunício Oliveira     |                     | MDB        | Jorge Rios         |           | MDB       | "A Força do Povo" (MDB, PSC, PRB, PSD, PHS, Solidariedade, Avante, PODE)                                             | 151              | Senador pelo Ceará (2011-2018)        | 2 minutos e 14 segundos    |
| Eunício Oliveira     | Alceu Barros        | MDB        |                    |           | MDB       | "A Força do Povo" (MDB, PSC, PRB, PSD, PHS, Solidariedade, Avante, PODE)                                             | 151              | Senador pelo Ceará (2011-2018)        | 2 minutos e 14 segundos    |
| João Saraiva         |                     | REDE       | Paulo Roberto      |           | REDE      | Sem coligação | 180              | —                                     | 6 segundos                 |
| João Saraiva         | Prof. Pedro Jorge   | REDE       |                    |           | REDE      | Sem coligação | 180              | —                                     | 6 segundos                 |

Indeferidos
Em 27 de agosto de 2018, o TRE-CE indeferiu a candidatura de José Alberto Bardawil alegando que "o requerente não foi escolhido em convenção e apresentou apenas um candidato a suplente", neste caso, o irmão Walter Bardawil. O partido em que estava filiado, o Podemos, já havia lançado Eunício Oliveira em coligação majoritária com o MDB. Posteriormente, Bardawil anuncia renúncia da candidatura. Assim como o candidato a governador pelo PCO, Mikaelton Carantino, a candidatura de Alexandre Barroso também foi indeferida pelo TRE-CE. Apesar dos indeferimentos, os nomes de Barroso e Burns foram incluídos na urna eletrônica.
| Candidato(a) a senador | Candidato(a) a senador | Candidato(a) a senador    | Candidatos a suplente                                   | Número | Coligação/Partido                                           |
| ---------------------- | ---------------------- | ------------------------- | ------------------------------------------------------- | ------ | ----------------------------------------------------------- |
|                        |                        | Alberto Bardawil PODE     | 1º: Walter Bardawil (PODE) 2º:                          | 190    | A Força do Povo (MDB, PHS, AVANTE, SD, PSD, PSC, PODE, PRB) |
|                        |                        | Alexandre Barroso PCO     | 1º: Ronald Medeiros (PCO) 2º: Patrícia Braga (PCO)      | 290    | PCO (sem coligação)                                         |
|                        |                        | Geraldo Magela Filho PSTU | 1º: Roberto da Paz (PSTU) 2º: Maximiano Moura (PSTU)    | 160    | PSTU (sem coligação)                                        |
|                        |                        | Robert Burns PTC          | 1º: Nonatinho de Freitas (PTC) 2º: Raimunda Gomes (PTC) | 360    | PTC (sem coligação)                                         |

## Pesquisas de intenção de voto

### Governo do Estado
| Divulgação             | Instituto | Margem de erro | Candidato   | Candidato        | Candidato  | Candidato    | Candidato      | Candidato       | Brancos ou Nulos | Não sabe ou não respondeu |
| Divulgação             | Instituto | Margem de erro | Camilo (PT) | Theophilo (PSDB) | Góis (PSL) | Lopes (PSOL) | Gonzaga (PSTU) | Carantino (PCO) | Brancos ou Nulos | Não sabe ou não respondeu |
| ---------------------- | --------- | -------------- | ----------- | ---------------- | ---------- | ------------ | -------------- | --------------- | ---------------- | ------------------------- |
| 16 de agosto de 2018   | Ibope     | ±3%            | 64%         | 4%               | 2%         | 2%           | 2%             | 0%              | 17%              | 9%                        |
| 24 de setembro de 2018 | Ibope     | ±3%            | 69%         | 7%               | 2%         | 1%           | 1%             | 0%              | 13%              | 6%                        |
| 6 de outubro de 2018   | Ibope     | ±3%            | 75%         | 8%               | 2%         | 1%           | 1%             | 0%              | 9%               | 4%                        |

### Senado Federal
Levando em conta que para o senado o eleitor irá votar duas vezes, as pesquisas possuem um universo de 200%
| Divulgação             | Instituto | Margem de erro | Candidato | Candidato     | Candidato    | Candidato    | Candidato     | Candidato     | Candidato     | Candidato      | Candidato      | Candidato   | Candidato     | Candidato     | Candidato       | Brancos ou Nulos vaga 1 | Brancos ou Nulos vaga 2 | Não sabe ou não respondeu |
| Divulgação             | Instituto | Margem de erro | Cid (PDT) | Eunício (MDB) | Girão (PROS) | Mayra (PSDB) | Ribeiro (PSL) | Simões (PSOL) | Karina (PSOL) | Saraiva (REDE) | Pinheiro (PSL) | Burns (PTC) | Barroso (PCO) | Magela (PSTU) | Bardawil (PODE) | Brancos ou Nulos vaga 1 | Brancos ou Nulos vaga 2 | Não sabe ou não respondeu |
| ---------------------- | --------- | -------------- | --------- | ------------- | ------------ | ------------ | ------------- | ------------- | ------------- | -------------- | -------------- | ----------- | ------------- | ------------- | --------------- | ----------------------- | ----------------------- | ------------------------- |
| 16 de agosto de 2018   | Ibope     | ±3%            | 55%       | 37%           | 9%           | 6%           | 7%            | 4%            | 4%            | 4%             | 3%             | 2%          | 3%            | 3%            | 0%              | 15%                     | 22%                     | 27%                       |
| 24 de setembro de 2018 | Ibope     | ±3%            | 64%       | 39%           | 10%          | 9%           | 3%            | 3%            | 2%            | 2%             | 2%             | 1%          | 1%            | 1%            | 0%              | 12%                     | 21%                     | 29%                       |
| 6 de outubro de 2018   | Ibope     | ±3%            | 70%       | 40%           | 16%          | 11%          | 5%            | 4%            | 4%            | 2%             | 2%             | 2%          | 1%            | 0%            | 0%              | 8%                      | 17%                     | 17%                       |

## Resultados

### Governador do Estado
| Partido | Partido | Candidato    | Votos     | Votos (%) |
| ------- | ------- | ------------ | --------- | --------- |
|         | PT      | Camilo       | 3 457 556 | 79,96%    |
|         | PSDB    | Theophilo    | 488 438   | 11,3%     |
|         | PSL     | Hélio Góis   | 282 456   | 6,53%     |
|         | PSOL    | Ailton Lopes | 90 611    | 2,1%      |
|         | PSTU    | Gonzaga      | 5 060     | 0,12%     |
|         | PCO     | Mikaelton    | 0         | 0%        |
| Totais  | Totais  | Totais       | 4 324 121 |           |

### Senador da República
| Partido | Partido | Candidato   | Votos     | Votos (%) |
| ------- | ------- | ----------- | --------- | --------- |
|         | PDT     | Cid Gomes   | 3 228 533 | 41,62%    |
|         | PROS    | Girão       | 1 325 786 | 17,09%    |
|         | MDB     | Eunício     | 1 313 793 | 16,93%    |
|         | PSDB    | Mayra       | 882 019   | 11,37%    |
|         | PSL     | Pedro       | 334 561   | 4,31%     |
|         | PSOL    | Anna Karina | 316 922   | 4,09%     |
|         | PSL     | Pinheiro    | 183 949   | 2,37%     |
|         | PSOL    | Simões      | 150 644   | 1,94%     |
|         | REDE    | Saraiva     | 21 654    | 0,28%     |
|         | PTC     | Burns       | 0         | 0%        |
|         | PCO     | Barroso     | 0         | 0%        |
| Totais  | Totais  | Totais      | 7 757 861 |           |

### Presidente da República no Estado
| Partido | Partido | Candidato    | Votos     | Votos (%) |
| ------- | ------- | ------------ | --------- | --------- |
|         | PDT     | Ciro Gomes   | 1 998 597 | 40,95%    |
|         | PT      | Haddad       | 1 616 492 | 33,12%    |
|         | PSL     | Bolsonaro    | 1 061 075 | 21,74%    |
|         | PATRI   | Cabo Daciolo | 54 786    | 1,12%     |
|         | PSDB    | Alckmin      | 53 157    | 1,09%     |
|         | MDB     | Meirelles    | 27 902    | 0,57%     |
|         | NOVO    | João Amoêdo  | 23 198    | 0,48%     |
|         | REDE    | Marina Silva | 18 071    | 0,37%     |
|         | PSOL    | Boulos       | 15 103    | 0,31%     |
|         | PODE    | Alvaro Dias  | 8 142     | 0,17%     |
|         | PSTU    | Vera Lúcia   | 1 563     | 0,03%     |
|         | DC      | Eymael       | 1 261     | 0,03%     |
|         | PPL     | Goulart      | 808       | 0,02%     |
| Totais  | Totais  | Totais       | 4 880 155 |           |

| Partido | Partido | Candidato | Votos     | Votos (%) |
| ------- | ------- | --------- | --------- | --------- |
|         | PT      | Haddad    | 3 407 526 | 71,11%    |
|         | PSL     | Bolsonaro | 1 384 591 | 28,89%    |
| Totais  | Totais  | Totais    | 4 792 117 |           |

### Deputado Federal
O Quociente Eleitoral para esta eleição foi de 208.913 votos.

#### Resultados por Coligação
| Partido/Coligação                  | Votos Nominais | Votos em Legenda | Votação Total | Porcentagem | Vagas                | Vagas | Vagas |
| Partido/Coligação                  | Votos Nominais | Votos em Legenda | Votação Total | Porcentagem | Quociente Partidário | Média | Total |
| ---------------------------------- | -------------- | ---------------- | ------------- | ----------- | -------------------- | ----- | ----- |
| Em Defesa do Ceará                 | 1.087.310      | 80.488           | 1.167.798     | 25,41%      | 5                    | 1     | 6     |
| Frente de Esquerda Socialista      | 61.420         | 4.659            | 66.079        | 1,44%       | 0                    | 0     | 0     |
| Juntos para Renovar                | 173.393        | 15.039           | 188.432       | 4,10%       | 0                    | 1     | 1     |
| MDB/PHS/AVANTE/SD/PSD/PSC/PODE/PRB | 670.795        | 34.871           | 705.666       | 15,35%      | 3                    | 0     | 3     |
| PSDB                               | 232.053        | 12.753           | 244.788       | 5,33%       | 1                    | 0     | 1     |
| NOVO                               | 34.313         | 2.013            | 36.326        | 0,79%       | 0                    | 0     | 0     |
| PROS                               | 442.053        | 6.158            | 448.211       | 9,75%       | 2                    | 0     | 2     |
| PSTU                               | 633            | 607              | 1.240         | 0,03%       | 0                    | 0     | 0     |
| PDT, PTB, DEM, PSB, PRP, PPL       | 1.323.520      | 126.117          | 1.449.637     | 31,54%      | 6                    | 2     | 8     |
| PRTB - PPS - PATRI                 | 251.782        | 11.360           | 263.142       | 5,73%       | 1                    | 0     | 1     |
| REDE                               | 23.700         | 1.061            | 24.761        | 0,54%       | 0                    | 0     | 0     |
| TOTAL                              | 4.300.972      | 295.108          | 4.596.080     | 100,00%     | 18                   | 4     | 22    |

#### Eleitos
| Candidato         | Número | Partido | Votação |
| ----------------- | ------ | ------- | ------- |
| Capitão Wagner    | 9090   | PROS    | 303.593 |
| Célio Studart     | 4321   | PV      | 208.854 |
| Luizianne Lins    | 1313   | PT      | 173.777 |
| Guimarães         | 1322   | PT      | 173.039 |
| Mauro Filho       | 1221   | PDT     | 157.510 |
| Idilvan Alencar   | 1213   | PDT     | 154.338 |
| AJ Albuquerque    | 1111   | PP      | 132.319 |
| Robério Monteiro  | 1233   | PDT     | 131.275 |
| Moses Rodrigues   | 1515   | MDB     | 128.526 |
| Pedro Bezerra     | 1451   | PTB     | 119.030 |
| Genecias Noronha  | 7777   | SD      | 113.515 |
| Domingos Neto     | 5555   | PSD     | 111.154 |
| Denis Bezerra     | 4000   | PSB     | 106.294 |
| André Figueiredo  | 1234   | PDT     | 103.385 |
| Roberto Pessoa    | 4580   | PSDB    | 102.470 |
| Leônidas Cristino | 1212   | PDT     | 102.417 |
| Heitor Freire     | 1717   | PSL     | 97.201  |
| Eduardo Bismarck  | 1214   | PDT     | 87.009  |
| José Airton       | 1333   | PT      | 74.099  |
| Júnior Mano       | 5151   | PATRI   | 67.917  |
| Dr. Jaziel        | 2277   | PR      | 65.300  |
| Vaidon Oliveira   | 9099   | PROS    | 30.392  |

### Deputado Estadual
O Quociente Eleitoral para esta eleição foi de 99.564 votos.

#### Resultados por Coligação
| Partido/Coligação                  | Votos Nominais | Votos em Legenda | Votação Total | Porcentagem | Vagas                | Vagas | Vagas |
| Partido/Coligação                  | Votos Nominais | Votos em Legenda | Votação Total | Porcentagem | Quociente Partidário | Média | Total |
| ---------------------------------- | -------------- | ---------------- | ------------- | ----------- | -------------------- | ----- | ----- |
| Frente de Esquerda Socialista      | 107.385        | 5.774            | 113.159       | 2,47%       | 1                    | 0     | 1     |
| Juntos para Renovar                | 217.687        | 18.236           | 235.923       | 5,15%       | 2                    | 0     | 2     |
| MDB/PHS/AVANTE/SD/PSD/PSC/PODE/PRB | 736.976        | 52.298           | 789.274       | 17,23%      | 7                    | 2     | 9     |
| PMN                                | 59.074         | 3.061            | 62.135        | 1,36%       | 0                    | 0     | 0     |
| PSDB                               | 177.084        | 27.335           | 204.419       | 4,46%       | 2                    | 0     | 2     |
| PROS                               | 188.608        | 17.478           | 206.086       | 4,50%       | 2                    | 0     | 2     |
| PSTU                               | 834            | 932              | 1.766         | 0,04%       | 0                    | 0     | 0     |
| PATRI                              | 328.617        | 10.994           | 339.611       | 7,42%       | 3                    | 0     | 3     |
| PP, PDT, PR, DEM, PRP              | 1.599.497      | 141.586          | 1.741.083     | 38,02%      | 17                   | 2     | 19    |
| PPS/PRTB/PPL                       | 146.723        | 8.442            | 155.165       | 3,39%       | 1                    | 0     | 1     |
| PT/PV/PSB                          | 441.750        | 66.082           | 507.832       | 11,09%      | 5                    | 0     | 5     |
| REDE                               | 2.869          | 1.694            | 4.563         | 0,10%       | 0                    | 0     | 0     |
| Trabalho, Dignidade e Luta         | 206.442        | 12.489           | 218.931       | 4,78%       | 2                    | 0     | 2     |
| TOTAL                              | 4.213.546      | 366.401          | 4.579.947     | 100,00%     | 42                   | 4     | 46    |

#### Eleitos
| Candidato              | Número | Partido | Votação |
| ---------------------- | ------ | ------- | ------- |
| André Fernandes        | 17777  | PSL     | 109.742 |
| Queiroz Filho          | 12300  | PDT     | 103.943 |
| Sérgio Aguiar          | 12888  | PDT     | 100.925 |
| Fernando Santana       | 13222  | PT      | 95.665  |
| Salmito Filho          | 12500  | PDT     | 91.293  |
| Romeu Aldigueri        | 12456  | PDT     | 89.060  |
| Érika Amorim           | 55000  | PSD     | 86.320  |
| Moisés Braz            | 13333  | PT      | 83.489  |
| Evandro Leitão         | 12000  | PDT     | 83.486  |
| Guilherme Landim       | 12114  | PDT     | 83.215  |
| Dr. Bruno Gonçalves    | 51515  | PATRI   | 82.515  |
| Danniel Oliveira       | 15333  | MDB     | 81.395  |
| Zezinho Albuquerque    | 12111  | PDT     | 79.489  |
| Renato Roseno          | 50500  | PSOL    | 74.174  |
| Dr. Sarto Nogueira     | 12789  | PDT     | 68.937  |
| Elmano Freitas         | 13123  | PT      | 68.594  |
| Augusta Brito          | 65700  | PCdoB   | 67.251  |
| Marcos Sobreira        | 12333  | PDT     | 67.012  |
| Aderlania Noronha      | 77777  | SD      | 66.053  |
| Leonardo Araújo        | 15151  | MDB     | 64.781  |
| Vitor Valim            | 90190  | PROS    | 63.642  |
| Agenor Neto            | 15888  | MDB     | 61.543  |
| Dra. Silvana           | 22777  | PR      | 61.244  |
| Patrícia Aguiar        | 55333  | PSD     | 60.270  |
| Fernanda Pessoa        | 45800  | PSDB    | 58.275  |
| João Jaime             | 25000  | DEM     | 56.661  |
| Heitor Férrer          | 77000  | SD      | 54.532  |
| Osmar Baquit           | 12222  | PDT     | 53.114  |
| Tin Gomes              | 12600  | PDT     | 53.050  |
| Jeová Mota             | 12444  | PDT     | 52.299  |
| Nezinho Farias         | 12580  | PDT     | 49.482  |
| Antônio Granja         | 12312  | PDT     | 49.148  |
| Dr. Hugo               | 11111  | PP      | 49.111  |
| Audic Mota             | 40000  | PSB     | 49.056  |
| Bruno Pedrosa          | 11000  | PP      | 48.927  |
| Leonardo Pinheiro      | 11444  | PP      | 48.713  |
| David Durand           | 10000  | PRB     | 45.795  |
| Nelinho                | 45222  | PSDB    | 42.779  |
| Dr. Carlos Felipe      | 65100  | PCdoB   | 35.898  |
| Walter Cavalcante      | 15640  | MDB     | 33.160  |
| Apóstolo Luiz Henrique | 51010  | PATRI   | 31.130  |
| Acrísio Sena           | 13132  | PT      | 27.842  |
| Delegado Cavalcante    | 17000  | PSL     | 27.112  |
| Julinho                | 23234  | PPS     | 25.769  |
| Nizo                   | 51777  | PATRI   | 24.759  |
| Soldado Noelio         | 90090  | PROS    | 24.591  |